# Dicranomyia (Dicranomyia) dicksoniae
Dicranomyia (Dicranomyia) dicksoniae is een tweevleugelige uit de familie steltmuggen (Limoniidae). De soort komt voor in het Australaziatisch gebied.